# Joachim Lindner (Ingenieur)
Joachim Lindner (* 29. März 1938 in Guben; † 27. März 2024) war ein deutscher Bauingenieur (Stahlbau) und Hochschullehrer.

## Werdegang

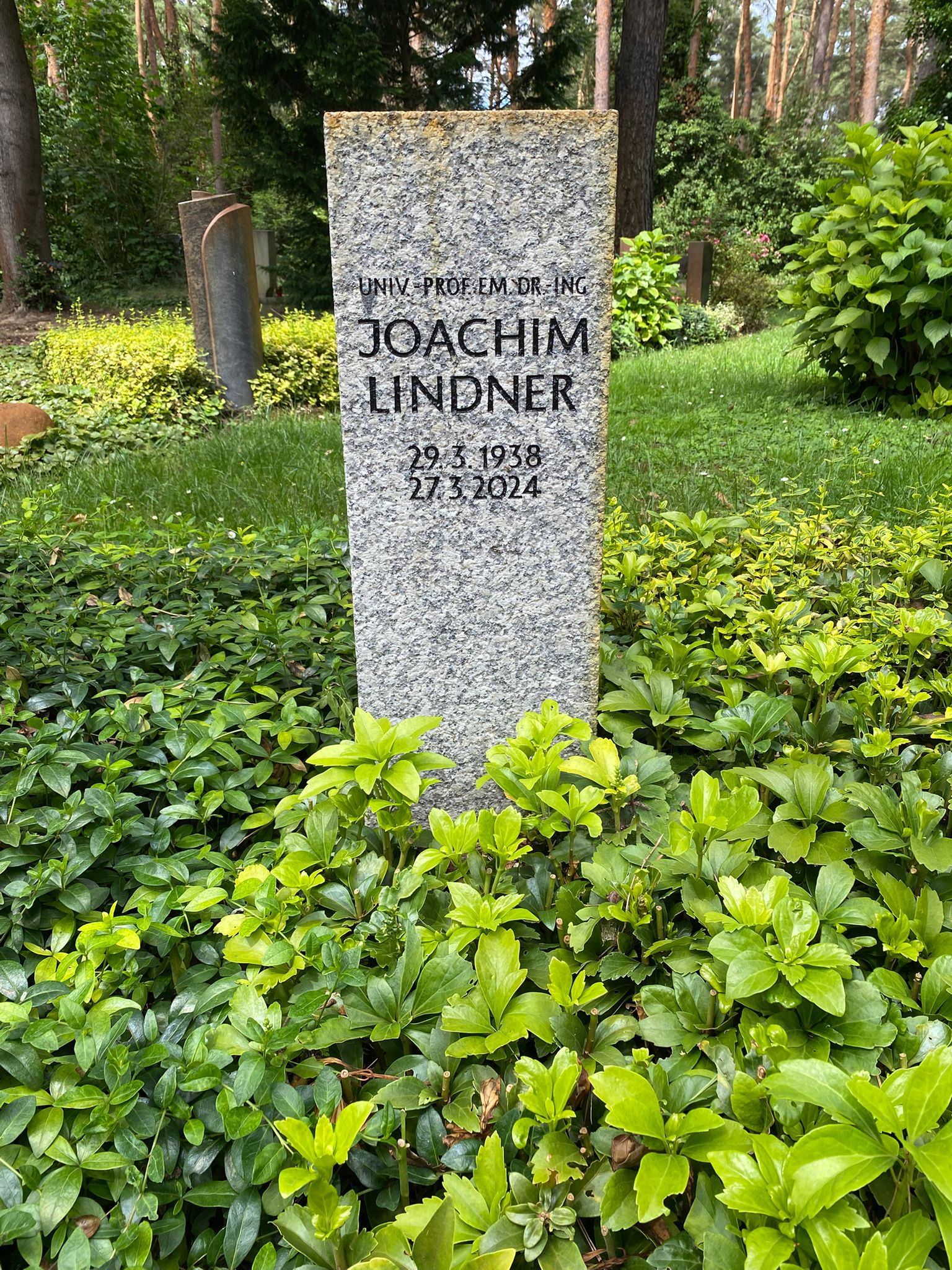
Grabstätte auf dem Waldfriedhof Zehlendorf

Lindner studierte Bauingenieurwesen an der TU Berlin, war kurz in der Stahlbauindustrie und promovierte 1970 bei Karlheinz Roik an der TU Berlin (Dissertation: Näherungsweise Ermittlung der Traglasten von auf Biegung und Torsion beanspruchten I-Trägern). 1972 habilitierte er sich dort, arbeitete von 1972 bis 1974 bei der Firma Hünnebeck in Ratingen unter Friedrich Nather und war ab 1974 als ordentlicher Professor für Stahlbau an der TU Berlin. Emeritierung 2003.
Er befasste sich unter anderem mit Stabilitätsfragen und war Vorsitzender von TC 8 (Stabilitätsfragen) der Europäischen Konvention für Stahlbau (EKS) und Obmann des Ausschusses zur DIN 18800-2 (Stabilität von Stäben und Stabwerken) und Mitglied im Ausschuss zur DIN 18800-3 (Plattenbeulen). Lindner hatte ein Ingenieurbüro. 1981 bis 1992 war er als Nachfolger von Kurt Klöppel Herausgeber von Der Stahlbau. Lindner war Prüfingenieur für Metall-, Massiv- und Holzbau und prüfte unter anderem das Dach des Sony Center in Berlin, das Heizkraftwerk Reuter West und die Max-Schmeling-Halle in Berlin.
2013 erhielt er den Charles-Massonnet-Preis. Mit Herbert Schmidt wurde Lindner vom Deutschen Stahlbau-Verband mit der Auszeichnung des Deutschen Stahlbaues 2014 geehrt.
Joachim Lindner verstarb zwei Tage vor Vollendung seines 86. Lebensjahres und wurde auf dem Waldfriedhof Zehlendorf beigesetzt.

## Schriften
- mit Ulrike Kuhlmann, Christian Müller, Richard Stroetmann, Markus Feldmann: Eurocode 3 : Bemessung und Konstruktion von Stahlbauten : Band 1: Allgemeine Regeln und Hochbau : DIN EN 1993-1-1 mit Nationalem Anhang Kommentar und Beispiele, Beuth, Ernst & Sohn 2014
- mit Friedrich Nather, Robert Hertle: Handbuch des Gerüstbaus. Verfahrenstechnik im Ingenieurbau. Ernst & Sohn 2005.
- Herausgeber: Stahlbauten : Erläuterungen zu DIN 18800 Teil 1 bis Teil 4, 3. Auflage, Berlin Beuth und Ernst & Sohn 1998.
- mit Klaus-Wolfgang Bieger, Jürgen Lierse, Jürgen Roth (Herausgeber Erich Cziesielski): Konstruktiver Ingenieurbau 3: Massiv- und Stahlbau, 29. Auflage, Berlin, Springer 1993
- mit Karlheinz Roik: Einführung in die Berechnung nach dem Traglastverfahren, Köln: Stahlbau-Verlag 1972
- mit R. Gietzelt: Biegedrillknicken : Erläuterungen, Versuche, Beispiele, Köln: Stahlbau-Verlag 1980
- mit Erich Cziesielski: Hölzerne Druckstäbe, Bemessungstabellen nach DIN 1052, Berlin, Ernst & Sohn 1972
- mit Karlheinz Roik, Jürgen Carl: Biegetorsionsprobleme gerader dünnwandiger Stäbe, Berlin: Ernst & Sohn 1972

## Nachweise
1. ↑  Kürschners Deutscher Gelehrten-Kalender 2003. 19. Ausgabe. Band II: K – Scho. K. G. Saur, München 2003, S. 1980
2. ↑  Traueranzeige im Tagesspiegel vom 31. März 2024, abgerufen am 31. März 2024
3. ↑  Karl-Eugen Kurrer: Die Entwicklung der Zeitschrift STAHLBAU, in: Stahlbau, 70. Jg., (2001), H. 4, S. 222–230.

| Personendaten    | Personendaten          |
| ---------------- | ---------------------- |
| NAME             | Lindner, Joachim       |
| KURZBESCHREIBUNG | deutscher Bauingenieur |
| GEBURTSDATUM     | 29. März 1938          |
| GEBURTSORT       | Guben                  |
| STERBEDATUM      | 27. März 2024          |